# Onychium dulongjiangense
Onychium dulongjiangense là một loài thực vật có mạch trong họ Adiantaceae. Loài này được W.M. Chu miêu tả khoa học đầu tiên năm 1992.